# Страна улыбок
«Страна улыбок» (нем. Das Land des Lächelns) — оперетта в трёх актах австро-венгерского композитора Франца Легара. Впервые поставлена в берлинском театре «Метрополь» 10 октября 1929 года. Авторы либретто: Людвиг Герцер, Фриц Лёнер-Беда. Оперетта имела большой успех у публики многих стран, а знаменитая ария Су-Хонга «Я отдал тебе моё сердце» (нем. Dein ist mein ganzes Herz) по сей день входит в репертуар крупнейших оперных и опереточных теноров мира.

## История
В феврале 1923 года Легар закончил свою новую оперетту «Жёлтая кофта», либретто которой написал Виктор Леон. Публика отнеслась к оперетте прохладно. В 1929 году либреттисты Людвиг Герцер и Фриц Лёнер-Беда представили значительно переработанную версию, Легар также переделал партитуру и включил ряд новых номеров. Первое представление состоялось в Берлине под названием «Страна улыбок», навеянным испанской постановкой «Жёлтой кофты», шедшей под этим названием (El pais de la sonrisa). Главную роль принца Су-Хонга пел Рихард Таубер. Успех на этот раз был огромным, а арию «Я отдал тебе моё сердце» ему пришлось повторять на бис 4 раза. В Вене оперетта появилась в следующем году (1930) и также имела большой успех.

## Основные действующие лица
| Персонаж                      | Имя в оригинале             | Голос   |
| ----------------------------- | --------------------------- | ------- |
| Лиза, дочь графа Лихтенфельза | Lisa                        | сопрано |
| Граф Густав фон Поттенштайн   | Graf Gustav von Pottenstein | тенор   |
| Су-Хонг, китайский принц      | Sou-Chong                   | тенор   |
| Принцесса Ми, сестра Су-Хонга | Mi                          | сопрано |
| Чанг, дядя Су-Хонга           | Tschang                     | баритон |

## Сюжет

### Акт I
Вена, 1912 год. Лизу, дочь графа Лихтенфельза, любит молодой граф Густав, но она влюбляется на балу в китайского принца Су-Хонга, и тот отвечает ей взаимностью. Когда принца вызывают на родину, Лиза решается его сопровождать.

### Акт II
Китай. Чанг, дядя принца, требует от Су-Хонга порвать с Лизой и взять себе, как положено принцу, четырёх маньчжурских жён. Появляется верный Густав, в которого влюбляется младшая сестра Су-Хонга, Ми. Густаву она тоже не безразлична, но прежде всего он хочет выручить Лизу.

### Акт III
Нетипичный для оперетты печальный финал: обе влюблённые пары вынуждены с грустью расстаться.

## Музыкальные номера
1. Увертюра
2. Сцена бала
3. Дуэт Лизы и Густава (Freunderl,mach dir nix draus)
4. Выходная ария Су-Хонга (Immer nur laecheln)
5. Дуэт Лизы и Су-Хонга (Bei einem Tee a deux)
6. Первая ария Су-Хонга (Von Apfelblueten einen Kranz)
7. Танец Ми.
8. Финал I акта
9. Интродукция
10. Дуэт Лизы и Су-Хонга (Dich sehe ich)
11. Балет
12. Дуэт Лизы и Густава ('Als Gott die Welt erschuf)
13. Вторая ария Су-Хонга (Dein ist mein ganzes Herz)
14. Китайская свадьба
15. Ария Лизы (Alles Vorbei)
16. Финал II акта
17. Дуэт Густава и Ми (Zig, zig)
18. Ария Ми (Wie rasch verwelkte doch)
19. Финал III акта

## Киноверсии
По оперетте неоднократно снимали фильмы:
- en:The Land of Smiles (1930 film) (1930), режиссёр Макс Райхманн, в главной роли Рихард Таубер и Мария Лосева.
- en:The Land of Smiles (1952 film) (1952), режиссёры Ханс Деппе и Эрик Оде, в ролях Марта Эггерт и Ян Кепура.
- 1961, в главной роли Герхард Ридманн, озвучивал Фриц Вундерлих.
- 1962, телефильм, Австралия.[1]
- 1974, телефильм, в ролях Рене Колло, Дагмар Коллер, Хайнц Зедник, режиссёр Артур Мария Рабенальт.